# DigiListan
DigiListan is een onofficiële Zweedse hitlijst geproduceerd door Sveriges Radio P3 en is gebaseerd op de verkoop van singles bij Nielsen SoundScan in tegenstelling tot dé officiële hitlijst, de Sverigetopplistan, die gebaseerd is op de verkoop van singles bij Grammofonleverantörernas förening.
De DigiListan wordt ook uitgezonden op de radio, de eerste uitzending was in januari 2007.